# Лугалькингенешдуду
Лугалькингенишдуду (Лугаль-кинге-ниш-дуду в переводе с шумерского означает «Царь в труде(?) своём превосходен») — царь (лугаль) Ура, правитель (эн) Урука, из II династии Урука / II династии Ура.

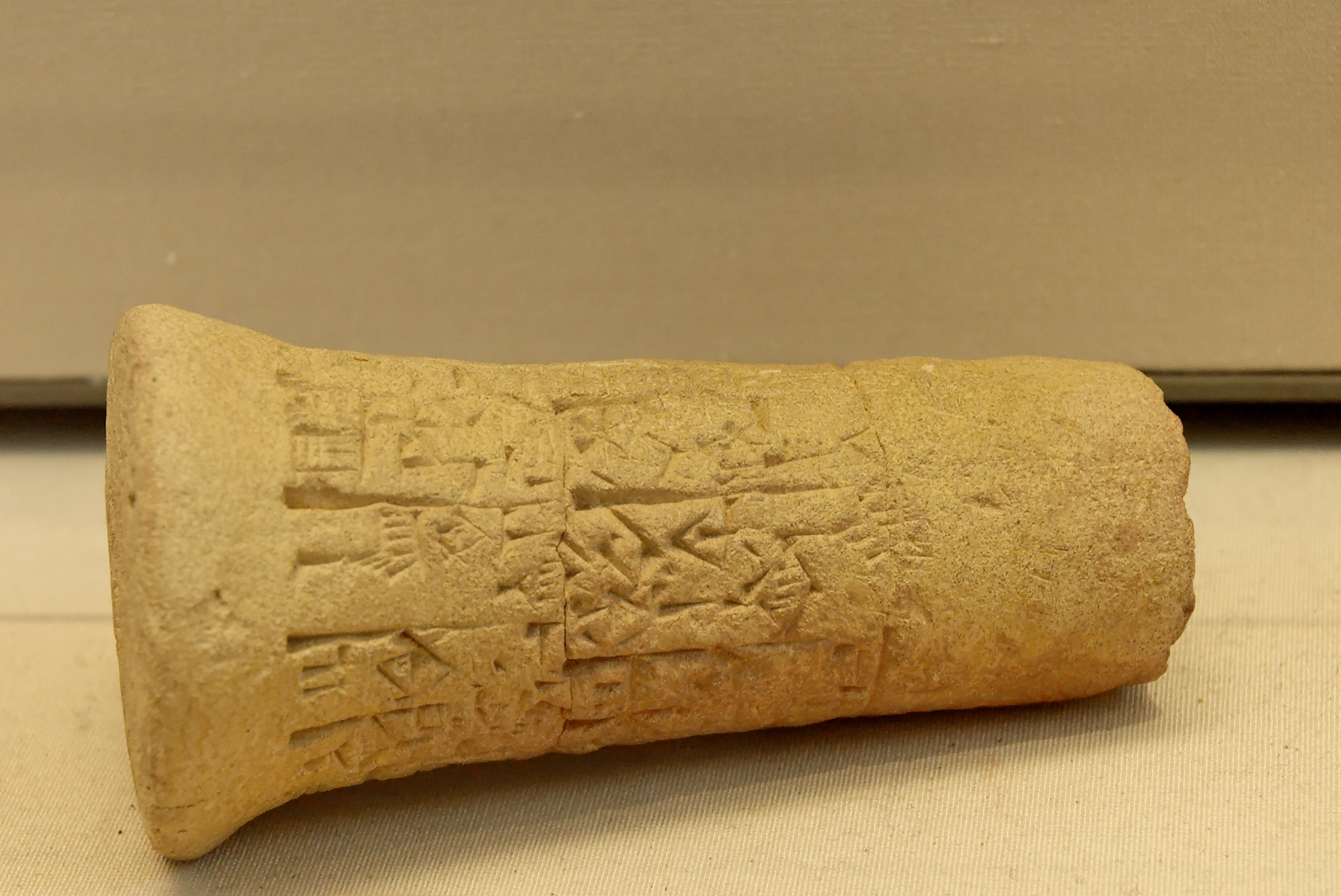
Закладной глиняный гвоздь, возведенный Энтеменей, правителем Лагаша, правителю города Бад-Тибира по случаю заключения мирного договора между Лагашем и Уруком. Выдержка из надписи: «В то время Энтемена, эн Лагаша и Лугал-Кинише-дуду, эн Урука, сделали [договор] братства. Текст является самым старым известным дипломатическим документом; во всех 46 экземплярах на конусе глины. Обнаружен в Телло, древнем городе Гирсу, 2400 авг. Нашей эры

Лугалькингенишдуду был современником и союзником энси Лагаша Энметены. Он принял титул «лугаль Киша», хотя в Кише в это время (то есть ещё до воцарения Ку-Бабы) был собственный правитель Ухуб, правда только с титулом «энси».

«Когда Энлиль, царь всех земель, направил твёрдый призыв Лугалькигиннедуду и вверил ему энство и царство — Энство он осуществлял в Уруке, а царство — в Уре. Тогда Лугалькигиннедуду жизнью своей со всей радостью посвятил [эту вазу] Энлилю, своему возлюбленному владыке».— надпись на вазе

«Лугалькингенешдуду посвятил [эту плиту] Энлилю».— надпись составленная из фрагментов трёх больших глыб необработанного красного гранита и белого мрамора